# Віздом Амі
Віздом Амі (італ. Wisdom Amey, нар. 11 серпня 2005, Бассано-дель-Граппа) — італійський футболіст тоголезького походження, центральний захисник клубу «Болонья».

## Ігрова кар'єра
Народився 11 серпня 2005 року в місті Бассано-дель-Граппа в родині вихідців з Того. Вихованець юнацьких команд футбольних клубів «Бассано Віртус» та «Віченца», а 2019 року перейшов до академії «Болоньї».
12 травня 2021 року дебютував в іграх за головну команду «Болоньї», вийшовши на заміну наприкінці гри Серії A проти «Дженоа» (поразка 0:2). Це дозволило йому у віці 15 років і 274 днів стати наймолодшим гравцем, що коли-небудь з'являвся на полі в іграх Серії A.

## Статистика виступів

### Статистика клубних виступів
Станом на 21 травня 2022
| Сезон             | Команда           | Чемпіонат         | Чемпіонат | Чемпіонат | Національний кубок | Національний кубок | Національний кубок | Континентальні кубки | Континентальні кубки | Континентальні кубки | Інші змагання | Інші змагання | Інші змагання | Усього | Усього | Усього |
| Сезон             | Команда           | Ліга              | Ігор      | Голів     | Ліга               | Ігор               | Голів              | Ліга                 | Ігор                 | Голів                | Ліга          | Ігор          | Голів         | Ігор   | Голів  |        |
| ----------------- | ----------------- | ----------------- | --------- | --------- | ------------------ | ------------------ | ------------------ | -------------------- | -------------------- | -------------------- | ------------- | ------------- | ------------- | ------ | ------ | ------ |
| 2020–21           | «Болонья»         | A                 | 1         | 0         | КІ                 | -                  | -                  |                      | -                    | -                    |               | -             | -             | 1      | 0      |        |
| 2021–22           | «Болонья»         | A                 | 1         | 0         | КІ                 | -                  | -                  |                      | -                    | -                    |               | -             | -             | 1      | 0      |        |
| Усього за кар'єру | Усього за кар'єру | Усього за кар'єру | 2         | 0         |                    | 0                  | 0                  |                      | -                    | -                    |               | -             | -             | 2      | 0      |        |